# عيسى القحطاني
عيسى ربيع المشلعي القحطاني لاعب كرة قدم سعودي و يلعب في الوسط.
لعب سابقاً مع نادي أبها ونادي جرش.

## وصلات خارجية
عيسى القحطاني